# Ріхард Мозер
Ріхард Мозер (нім. Richard Moser) — це вигаданий персонаж з поліції телесеріалу «Комісар Рекс», Виходить в ефір на ORF і SAT.1 в Австрії. Персонаж був створений продюсером серії Петер Хайек і Петер Мозер, і грає актор Тобіас Моретті.

## Біографія
Ріхард Мозер народився в 1960-і роки в Австрії. У дитинстві Мозер був дрібниш злодножкою і від злочинної  кар'єри його врятував колишній поліцейський Макс Кох, який допомагає розслідуванню вбивств в 1990-х. У 1980-х Мозер став працювати в кримінальній поліції Відня.
У фінальній сцені епізоду «Смерть Мозера» (4 сезон) Мозер був убитий під час виконання службових обов’язків рятуючи свою кохану Патрицію Нойхольд. "Прикордонний психопат", якого грає відомий німецький актор Ульріх Тукур, кінчає життя самогубством відразу після того, як вбиває Мозера, а Рекс демонструє майже людські емоції поруч з тілом Мозера в лікарні.